# August Walrave
August Walrave (Laarne, 1812 - 1888) was burgemeester van de Belgische gemeente Laarne van 1843 tot 1888.

## Burgemeester en brouwer
Walrave liet in 1862 een bierbrouwerij oprichten die aanvankelijk Brouwerij Den Anker genoemd werd. Heden is Brouwerij Walrave nog altijd gevestigd aan de Lepelstraat, waar hij later ook het nog bewoonde kasteeltje liet bouwen. Als burgemeester en brouwer werd hij opgevolgd door zijn zoon Urbain (1845-1903), die burgemeester bleef tot aan zijn dood. Kleinzoon Joseph Walrave (1893-1978) was schepen en vervolgens burgemeester van Laarne van 1946 tot 1964.